# 918
918 (CMXVIII) var ett normalår som började en torsdag i den julianska kalendern.

## Händelser

### Okänt datum
- Taebong faller och Goryeo etableras på Koreahalvön.

## Födda
- Håkon Adalsteinsfostre, kung av Norge 935–961.

## Avlidna
- 23 december – Konrad I, hertig av Franken, kung av Tysk-romerska riket 911-918.
- Ethelfleda, drottning av Mercia.